# Phaeophilacris bimaculata
Phaeophilacris bimaculata är en insektsart som beskrevs av Lucien Chopard 1935. Phaeophilacris bimaculata ingår i släktet Phaeophilacris och familjen syrsor. Inga underarter finns listade i Catalogue of Life.